# Championnat de France de tennis 1899
Le championnat de France de tennis 1899, organisé par l'U.S.F.S.A., s'est déroulé le 25 juin sur les courts en terre du Tennis Club de Paris.
Le simple messieurs est remporté par Paul Aymé pour la troisième année consécutive, triomphant une nouvelle fois de Paul Lebreton. Les deux joueurs du T.C.P. s'imposent en double. Tout comme l'année précédente, la championne en titre du simple dames, Adine Masson, est la seule concurrente à se présenter et conserve son titre sans jouer.

## Palmarès
| Tableau          | Vainqueurs   | Vainqueurs | Score         | Finalistes    | Finalistes |
| ---------------- | ------------ | ---------- | ------------- | ------------- | ---------- |
| Simple dames     | Adine Masson | France     |               |               |            |
| Simple messieurs | Paul Aymé    | France     | 9-7, 3-6, 6-3 | Paul Lebreton | France     |

## Simple messieurs
|  |               |  |   |   |   |
|  | Finale        |  |   |   |   |
|  |               |  |   |   |   |
|  |               |  |   |   |   |
|  | Paul Aymé     |  | 9 | 3 | 6 |
|  | Paul Aymé     |  | 9 | 3 | 6 |
|  | Paul Lebreton |  | 7 | 6 | 3 |